# Јапанске борилачке вјештине
Јапанске борилачке вјештине је израз који представља борилачке вјештине поријеклом из Јапана. Постоје најмање три појма која се односе на на борилачке вјештине из Јапана, и то: „будо“ (јап. 武道), који означава један како савремени тако и историјски појам који подразумјева начин живота који обухвата физичке, духовне и моралне димензије са фокусом на самоусавршавање, испуњење или лични раст, „буџуцу“ (јап. 武術), посебно се односи на практичну примјену борилачких тактика и техника у стварној борби, и „бугеј“ (јап. 武芸), који се односи на адаптацију или прераду тих тактика и техника за поједностављење систематске обуке и ширења у оквиру формалног окружења за учење.

## Историја
Историјско поријекло борилачких вјештина у Јапану може се наћи у ратничкој традицији самураја и система касти које су ограничавале употребу оружја припадницима нератничке касте. Изворнo, од самураја се очекивало добро познавање разног оружја, као и борбе прса у прса, достигавши највиши степен владања борилачким вјештинама, ради величања себе или свог господара.